# Székfű
Az székfű (Matricaria) az őszirózsafélék (Asteraceae) családjának őszirózsaformák alcsaládjába tartozó nemzetség.
A régebben a Chamomilla nemzetségbe sorolt fajokat ebbe a nemzetségbe helyezték át. Egyes korábban ide sorolt fajokat pedig átsorolták az ebszékfű (Tripleurospermum) nemzetségbe. A székfű és az ebszékfű neveket gyakran szinonimaként használják.

## Kárpát-medencei fajok
- Sugártalan székfű (M. discoidea)
- Orvosi székfű vagy ismertebb nevén kamilla (M. recutita)

## Fajok
- Matricaria acutiloba
- Matricaria albida
- Matricaria arabica
- Matricaria arlgirdensis
- Matricaria aurea
- Matricaria auriculata
- Matricaria brachyglossa
- Matricaria burchellii
- Matricaria capitellata
- Matricaria confusa
- Matricaria coreana
- Matricaria corymbifera
- Matricaria courrantiana
- Matricaria decipiens
- Matricaria dichotoma
- Matricaria discoidea
- Matricaria fuscata
- Matricaria glabra
- Matricaria glabrata
- Matricaria globifera
- Matricaria grandiflora
- Matricaria hirsutifolia
- Matricaria hirta
- Matricaria hispida
- Matricaria intermedia
- Matricaria lamellata
- Matricaria lasiocarpa
- Matricaria laxa
- Matricaria macrotis
- Matricaria melanophylla
- Matricaria microcephala
- Matricaria nigellifolia
- Matricaria occidentalis
- Matricaria otaviensis
- Matricaria pinnatifida
- Matricaria recutita
- Matricaria raddeana
- Matricaria schinzinna
- Matricaria spathipappus
- Matricaria subglobosa
- Matricaria suffruticosa
- Matricaria tridentata
- Matricaria tzvelevii